# Geranium (ресторан)
55°42′12.71″ пн. ш. 12°34′19.44″ сх. д. / 55.7035306° пн. ш. 12.5720667° сх. д.
Geranium — данський ресторан, розташований на стадіоні Паркен в центрі Копенгагена. Його головним шеф-кухарем є Расмус Кофоед, який переміг на конкурсі Bocuse d'Or ще в 2011 році. Geranium був першим данським тризірковим мішленівським рестораном, випередивши Noma, який третю зірку отримав лише 2021 року. Визнаний найкращим рестораном світу 2022 року за версією британського журналу «Restaurant».

## Історія
Ресторан Geranium був відкритий навесні 2007 року в Королівському саду в Копенгагені Расмусом Кофоедом і Сореном Ледетом. Отримавши першу зірку Мішлена в 2008 році, ресторан вже 2009 року був змушений закритися, але знову відкрився вже на стадіоні Паркен (район Остебро) в 2010 році.

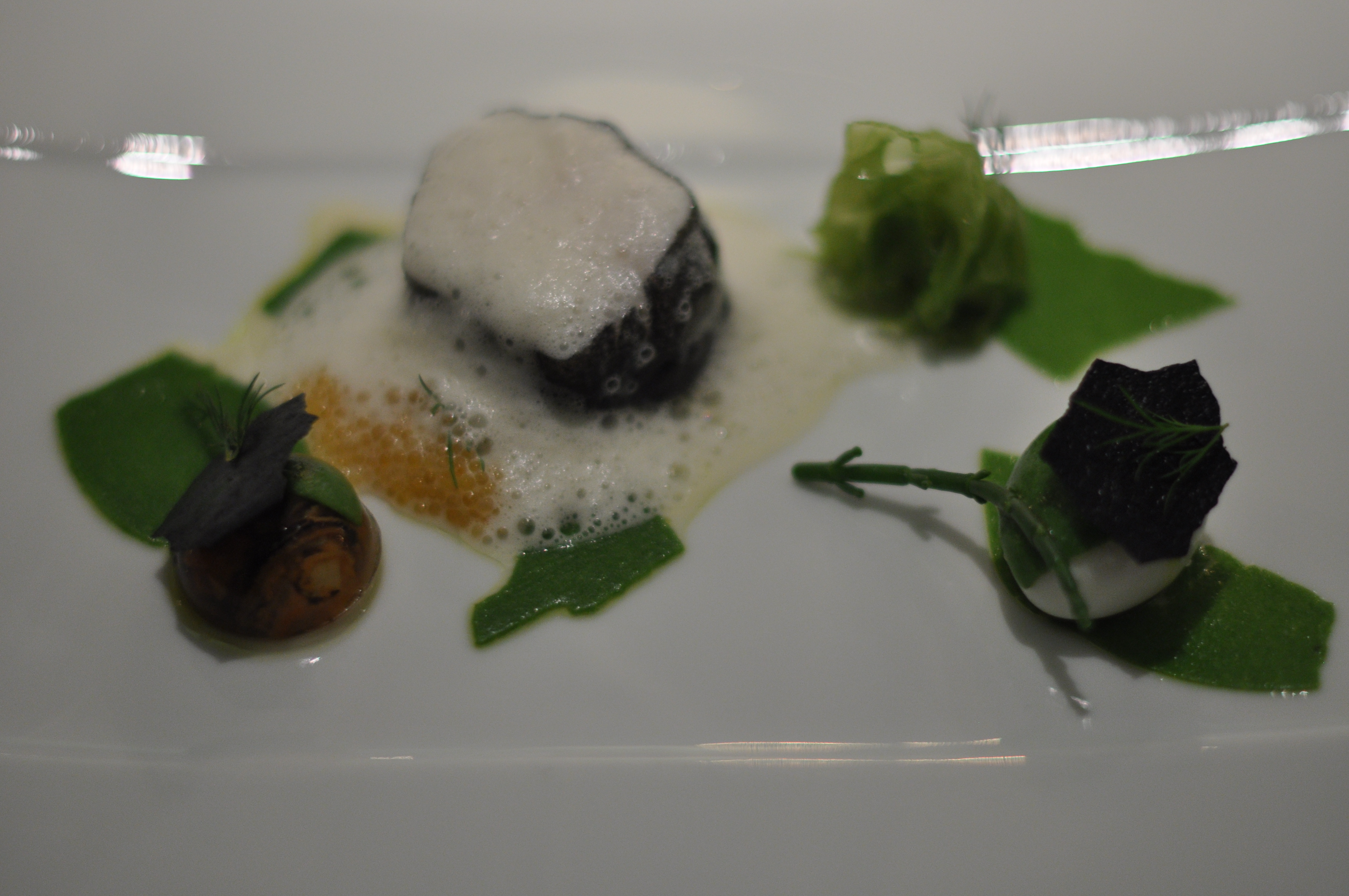
Морський чорт з перепілкою звичайною, солонцем, морськими водоростями та желе з синіх мідій.

У березні 2013 року ресторан отримав дві мішленівські зірки. У квітні того ж року він піднявся на 45 місце з 49-го в рейтингу «50 найкращих ресторанів світу» за версією британського журналу «Restaurant». 24 лютого 2016 року Geranium став першим данським рестораном, що отримав три зірки від Мішлен і одним з двох ресторанів з нордичних країн, що здобули такого визнання (поряд з норвезьким рестораном Maaemo).
2022 року визнаний другим серед найкращих ресторанів світу за версією журналу «Restaurant».